# Herschel Vespasian Johnson
Ej att förväxla med diplomaten Herschel Johnson
Herschel Vespasian Johnson, född 18 september 1812 i Burke County, Georgia, död 16 augusti 1880 nära Louisville, Georgia, var en amerikansk politiker och jurist. Han var guvernör i delstaten Georgia 1853-1857. Han var Stephen A. Douglas vicepresidentkandidat i presidentvalet i USA 1860.
Johnson utexaminerades 1834 från University of Georgia. Han studerade sedan juridik och inledde sin karriär som advokat i Georgia. Han var elektor för James K. Polk i presidentvalet i USA 1844.
Senator Walter T. Colquitt avgick 1848 och Johnson blev utnämnd till USA:s senat. Han efterträddes [1849 i senaten av William Crosby Dawson. Han arbetade sedan som domare fram till 1853. 
Johnson efterträdde 1853 Howell Cobb som guvernör i Georgia. Efter två mandatperioder som guvernör efterträddes han 1857 av Joseph E. Brown.
Demokraterna splittrades inför presidentvalet 1860. Nordstatsdemokraterna nominerade Stephen A. Douglas. Johnson blev deras vicepresidentkandidat för att fånga några röster i sydstaterna. Sydstatsdemokraterna nominerade John Cabell Breckinridge från Kentucky till presidentkandidat och senatorn för Oregon Joseph Lane till vicepresidentkandidat. Douglas lyckades inte vinna i en enda sydstat trots att Johnson fanns med som hans medkandidat. Republikanen Abraham Lincoln vann valet och amerikanska inbördeskriget bröt ut följande år.
Johnson var ledamot av Amerikas konfedererade staters senaten 1863-1865. Han arbetade på nytt som domare från och med 1873 fram till sin död.
Johnson County har fått sitt namn efter Herschel Vespasian Johnson.